# Grand Prix Formule 1 van Japan 2000
De Grand Prix Formule 1 van Japan 2000 werd gehouden op 8 oktober 2000 op Suzuka in Suzuka.

## Verslag
Michael Schumacher had voor aanvang van de race 8 punten voorsprong op Mika Häkkinen met nog twee wedstrijden te gaan.  Dit betekende dat hij zeker was van de titel wanneer hij 3 punten meer zou halen dan Häkkinen.   
Zijn uitgangspositie was ook ideaal door zich op pole te kwalificeren, voor Häkkinen.
Häkkinen had echter een betere start en pakte de leiding, maar Schumacher zou hem nooit uit het oog verliezen tijdens de race.
Halfweg de wedstrijd begon het licht te regenen.
Met een snelle laatste stop wist Michael Schumacher  voor Häkkinen terug te keren op de baan  en in de regen kon de Fin geen serieuze bedreiging meer vormen voor de Duitser, die zich na de race wereldkampioen 2000 kon noemen.

## Uitslag
| Positie | Nummer | Rijder                | Team               | Ronden | Tijd/Opgave   | Startplaats | Punten |
| ------- | ------ | --------------------- | ------------------ | ------ | ------------- | ----------- | ------ |
| 1       | 3      | Michael Schumacher    | Scuderia Ferrari   | 53     | 1:29:53.435   | 1           | 10     |
| 2       | 1      | Mika Häkkinen         | McLaren - Mercedes | 53     | +1.837        | 2           | 6      |
| 3       | 2      | David Coulthard       | McLaren - Mercedes | 53     | +1:09.914     | 3           | 4      |
| 4       | 4      | Rubens Barrichello    | Ferrari            | 53     | +1:19.191     | 4           | 3      |
| 5       | 10     | Jenson Button         | Williams-BMW       | 53     | +1:25.694     | 5           | 2      |
| 6       | 22     | Jacques Villeneuve    | BAR-Honda          | 52     | +1 Ronde      | 9           | 1      |
| 7       | 8      | Johnny Herbert        | Jaguar Racing      | 52     | +1 Ronde      | 10          |        |
| 8       | 7      | Eddie Irvine          | Jaguar Racing      | 52     | +1 Ronde      | 7           |        |
| 9       | 23     | Ricardo Zonta         | BAR-Honda          | 52     | +1 Ronde      | 18          |        |
| 10      | 17     | Mika Salo             | Sauber - Petronas  | 52     | +1 Ronde      | 19          |        |
| 11      | 16     | Pedro Diniz           | Sauber - Petronas  | 52     | +1 Ronde      | 20          |        |
| 12      | 18     | Pedro de la Rosa      | Arrows - Supertec  | 52     | +1 Ronde      | 13          |        |
| 13      | 6      | Jarno Trulli          | Jordan-Mugen-Honda | 52     | +1 Ronde      | 15          |        |
| 14      | 11     | Giancarlo Fisichella  | Benetton Formula   | 52     | +1 Ronde      | 12          |        |
| 15      | 21     | Gaston Mazzacane      | Minardi            | 51     | +2 Rondes     | 22          |        |
| Ret     | 20     | Marc Gené             | Minardi            | 46     | Motor         | 21          |        |
| Ret     | 9      | Ralf Schumacher       | Williams-BMW       | 41     | Gespind       | 6           |        |
| Ret     | 15     | Nick Heidfeld         | Prost Grand Prix   | 41     | Wielophanging | 16          |        |
| Ret     | 12     | Alexander Wurz        | Benetton Formula   | 37     | Gespind       | 11          |        |
| Ret     | 5      | Heinz-Harald Frentzen | Jordan-Mugen-Honda | 29     | Hydraulisch   | 8           |        |
| Ret     | 14     | Jean Alesi            | Prost Grand Prix   | 19     | Motor         | 17          |        |
| Ret     | 19     | Jos Verstappen        | Arrows - Supertec  | 9      | Elektrisch    | 14          |        |

## Wetenswaardigheden
- Michael Schumachers laatste pitstop duurde 6 seconden, zodat hij voor Mika Häkkinen de baan op kwam en zijn derde wereldtitel scoorde. Het was de eerste rijderstitel voor Ferrari sinds Jody Scheckter in 1979.
- Michael Schumacher kwam met zijn derde wereldtitel op gelijke hoogte met Jack Brabham, Jackie Stewart, Niki Lauda, Nelson Piquet en Ayrton Senna.

## Statistieken
| Snelste ronde | Mika Häkkinen | McLaren - Mercedes | 1:39.189 |

## Noot
- Dit was de derde overwinning van de Grote Prijs van Japan voor Michael Schumacher (eerdere overwinningen waren in 1995 en 1997), en hiermee vestigde hij een nieuw record. Hij verbrak het oude record van Gerhard Berger (2), gevestigd tijdens de Grote Prijs van Japan van 1991.

1976 · 1977 · 1987 · 1988 · 1989 · 1990 · 1991 · 1992 · 1993 · 1994 · 1995 · 1996 · 1997 · 1998 · 1999 · 2000 · 2001 · 2002 · 2003 · 2004 · 2005 · 2006 · 2007 · 2008 · 2009 · 2010 · 2011 · 2012 · 2013 · 2014 · 2015 · 2016 · 2017 · 2018 · 2019 · 2022 · 2023 · 2024 · 2025